# Koszmosz–99
A Koszmosz–99 (oroszul: Космос 99) a szovjet Koszmosz műhold-sorozat tagja. Az első generációs Zenyit–2 felderítő műhold 33. példánya.

## Küldetés
Napelemtáblái a kísérleti plazmahajtómű energiáját állították elő. Felderítő szolgálatán túl feladata volt űrkörülmények között napelemtábláival magas hőmérsékletet – 10 000 Celsius-fokot – előállítani, a beszerelt kísérleti változtatható impulzussűrűségű mágnesplazma rakéta működésének vizsgálataihoz.

## Jellemzői
Az OKB–1 tervezőirodában kifejlesztett műhold. A Zenyit–2 ember szállítására fejlesztett űreszköz, hasznos terében helyezték el a műszereket.
1965. december 10-én a Bajkonuri űrrepülőtér indítóállomásról Voszhod (8K71) rakétával juttatták Föld körüli pályára. Az orbitális egység pályája 89,6 perces, 65 fokos hajlásszögű, elliptikus pálya-perigeuma 203 km, apogeuma 309 km volt. Hasznos tömege 4730 kg. A sorozat felépítését, szerkezetét, alapvető fedélzeti rendszereit tekintve egységesített, szabványosított tudományos-kutató űreszköz. Áramforrása kémiai akkumulátor, és napelemtáblák kombinációja. Szolgálati ideje maximum 12 nap.
A Koszmosz–98 programját folytatta. Kialakított pályasíkja mentén alacsony felbontású fototechnikai felderítést, műszereivel atomkísérletek ellenőrzését végezte. A fedélzeten elhelyezett rádióadó által sugárzott jelek fáziskülönbségének méréséből következtetéseket lehetett levonni az ionoszféra szerkezetéről. Az éjszakai ionoszféra F-rétege magasságbeli és kiterjedésbeli inhomogenitásainak mérése a 20 MHz-es fedélzeti adó jeleinek fluktuációváltozásaiból történt. Kamerái SZA-10 (0,2 méter felbontású), SZA-20 (1 méter felbontású) típusú eszközök voltak.
1965. december 18-án 8 napos szolgálati idő után, földi parancsra belépett a légkörbe és hagyományos módon – ejtőernyős leereszkedéssel – visszatért a Földre.